# 平度千佛阁
36°47′2.3″N 119°57′29.5″E / 36.783972°N 119.958194°E
千佛阁位于中华人民共和国山东省青岛市平度市东阁街道胜利路中段，明天启年间始建，清顺治年间重修，现为山东省文物保护单位。

## 历史
现存古籍关于平度千佛阁的记载最早见于清康熙《平度州志》：“明天启年间，僧道月建。崇祯五年，兵焚。国朝顺治四年，僧性海重建”。阁基西侧现存明天启五年（1625年）重修千佛阁碑两方，可知千佛阁天启年间已存在。崇祯五年（1632年）孔有德叛军屠戮平度时千佛阁毁于战火，顺治四年（1647年）重修。有资料称，旧时平度城内有千佛阁、西南关大阁和西北小阁三阁，其中以千佛阁最为高大宏丽，也仅有千佛阁保存至今。
千佛阁曾于1927年经历重修。1945年9月八路军攻打平度时，千佛阁已被日军及“华北治安军”改为炮楼。北海军分区独立团负责攻打平度城东关，以几十斤炸药在阁基拱门内北壁上引爆，因阁基坚固而未能将其炸垮，仅留下一处直径约二尺的炸洞，但将守军震昏，该部最终从阁门攻上阁内歼灭守军。
1958年，千佛阁归文化部门管理。1959年平度县人民政府拨款维修，作为图书阅览室。“文革”期间曾遭破坏。1993年，平度市人民政府拨款维修，重造阁内塑像、重绘壁画、更换部分木构及瓦件。1999年12月30日，千佛阁列入第六批青岛市文物保护单位。2022年1月14日，千佛阁列入第六批山东省文物保护单位。

## 建筑
千佛阁通高20米，坐落于高大的阁基之上，形若城楼。阁基南北长18米，东西宽13米，高7米，由长条巨石叠砌而成，中间开东西向拱门。阁基西壁拱门两侧嵌有明天启五年重修千佛阁碑两方。阁基南侧设数十级台阶可通阁楼。阁楼重檐歇山顶，面阔三间，周围设廊，抬梁式木构，檐下施斗拱。阁内设如来佛、观音、十八罗汉等像，南、北壁有1993年重修时所绘“田单火牛阵”、“汉武帝东巡”图。